# Luigi Berzolari
Luigi Berzolari (1863-1945) est un mathématicien italien.

## Formation et carrière
Fils d'un officier d'infanterie, Berzolari étudie à Pavie, sous la direction du professeur Salvatore Pincherle . De 1880 à 1884, il étudie à l'université de Pavie, où il obtient un diplôme en mathématiques, avec une thèse intitulée Sulla superficie del quarto ordine avente una conica doppia, sous la direction d'Eugenio Bertini. Il enseigne ensuite dans les lycées de Pavie et de Vigevano, restant en contact avec l'université de Pavie en tant qu'assistant docent. En 1888, il obtient la venia legendi et en 1892 la venia legendi de l'université.
En 1893, il obtient la chaire de géométrie projective à l'université de Turin, d'où il est transféré à la chaire d'analyse algébrique de l'université de Pavie en 1899. Il reste à ce poste jusqu'à sa retraite en 1935, sauf en 1924-1925, lorsqu'il enseigne à l'université de Milan. A Pavie, il est doyen de la faculté des sciences et recteur de l'université de 1909-1913 et 1920-1922. 
Il est président de l'Union mathématique italienne (1932-1948) et de l'Académie des sciences et des lettres de l'institut lombard. Il est également membre de l'Académie des sciences de Turin (1918) et de l'Académie des Lyncéens (1919).
On se souvient de Berzolari comme rédacteur en chef de l' Enciclopedia delle matematiche elementari, une encyclopédie en sept volumes consacrée aux mathématiques, publiée entre 1930 et 1953, éditée par l'Union mathématique italienne et dont la direction éditoriale est confiée à Berzolari en 1909.